# 皮革

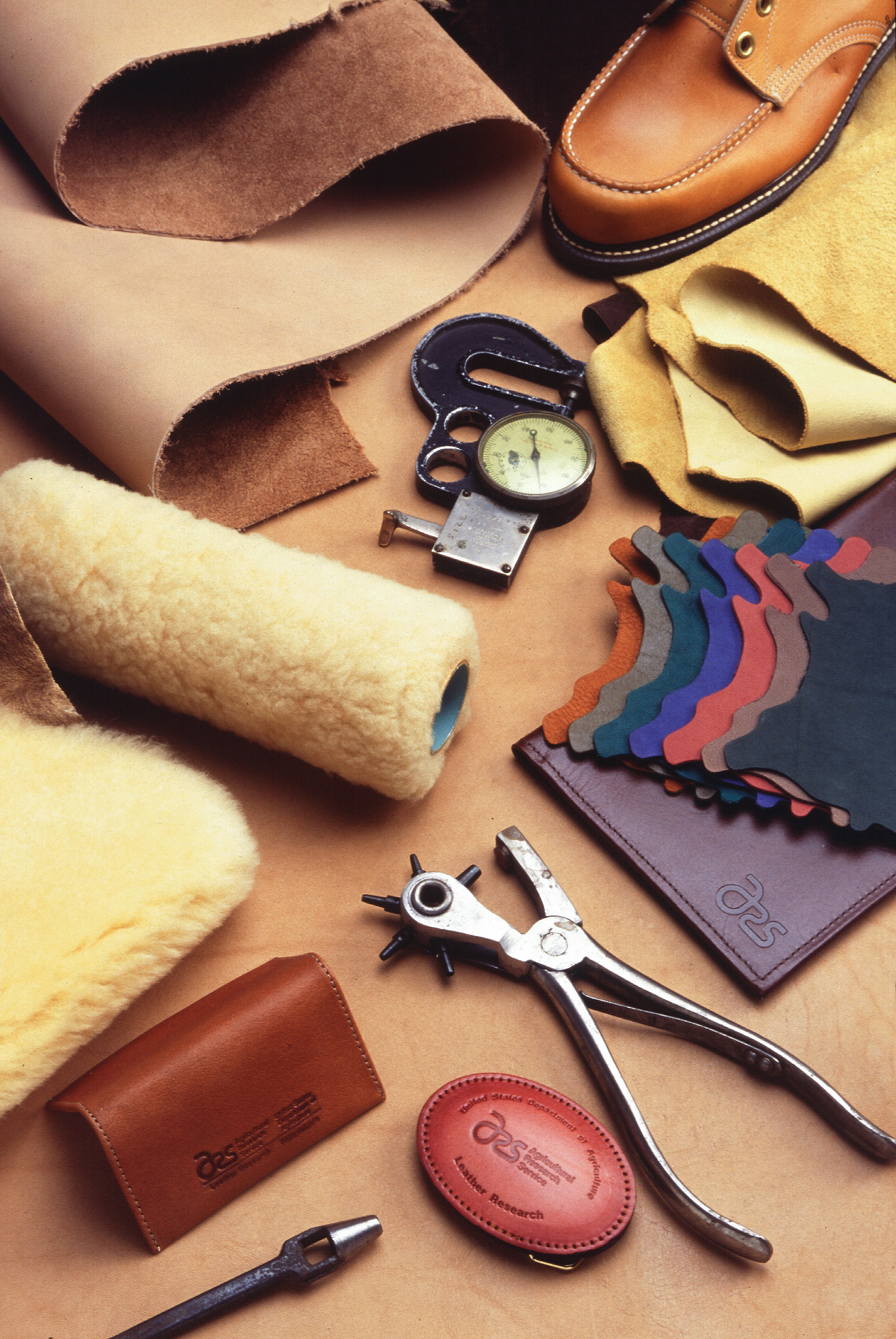
製品に加工する直前の皮革と、代表的な工具

皮革（ひかく）は、動物の皮膚を剥いだ「皮」と、皮から毛を除いて鞣して得られる「革」の総称である。毛皮は毛をつけたままなめしたもので、広義には皮革に含まれる。
人工的に作られた人造皮革（人工皮革と合成皮革）と区別するため、動物の皮膚をなめしたものを天然皮革（てんねんひかく）や本革（ほんがわ）ということもある。皮革の中でも元々生えていた体毛まで利用するものは毛皮 (Fur) という。

## 皮と革
皮とは生物の表面を覆う組織であり、人類は特に動物の皮を利用してきた。動物の皮膚をそのまま剥ぎ、製品として使用したものを皮という。皮は乾燥させると硬くなるが、乾燥中に繰り返し揉んだりほぐしたりして加工すると柔らかさを保つ性質がある。
しかし、皮には高温多湿の環境では腐るという大きな欠点があるため、これを腐らないよう鞣して（なめして）加工したものが革である。「革」は動物の皮を両手でピンと張ったところを表した文字である。なめして革に加工できる皮を原皮という。
英語では皮はスキン (skin)、革はレザー (leather) にあたる。原皮の分類では大きさによりskinとhideに分けられる。牛皮の場合、中牛程度までの大きさをskin、それより大きいものをhideという。

## 歴史

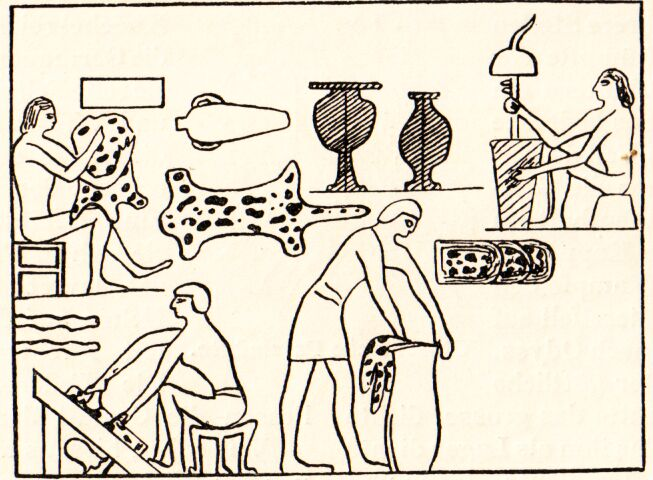
エジプトの埋葬地サッカラにある侍従長トーの墓にあった紀元前3500年ごろの皮の加工を表した壁画

人類の祖先は動物の皮に着目し、これを利用するようになったが、最初はネズミやウサギなどの小動物が利用されたと考えられている。最初の皮革の利用は毛皮であった。皮は有機物であるため、埋蔵状態によっては崩壊してしまい古代の遺物が残される例は少ない。考古学としては、これらの少ない遺物、壁画、文献などから当時の皮革について研究が行われる。
例として、約5300年前のミイラであるアイスマンは革のコート、革のレギンス、毛皮の帽子、干し草を詰めた靴がある。これらは用途によって意識的に選ばれていたパッチワークで、コートは家畜化されたヒツジ革4頭分、家畜化されたヤギの革などで作られ、腰布はヒツジ革、レギンスはヤギ革、靴ひもは牛革、帽子はクマの毛皮であった。また、これらのなめしの加工としては、動物性脂肪に漬けたあとに意図的に土に埋める方法が採用されており、撥水性に優れた性能を持っていたと試料を分析したグループは述べている。
皮革は硬質の樹脂であるプラスチックが発明されるまで人類が入手できる最も強靭な素材だった。

## 原料皮と種類
なめして革に加工できる皮を原皮というが、原皮になりうるものは脊椎動物の皮に限られている。また、実用的な皮革に加工するにはコラーゲン線維が十分に絡んでいて一定の厚みや硬さが必要である（皮下に十分に脂肪を蓄えて食用に適するよう品種改良されてきたニワトリなどは不向きとされている）。また、革製品の加工に安定供給できるような素材である必要がある。
皮革の材料としては以下の動物が挙げられる。製品種類とともに記述する。

### 哺乳類

#### 牛

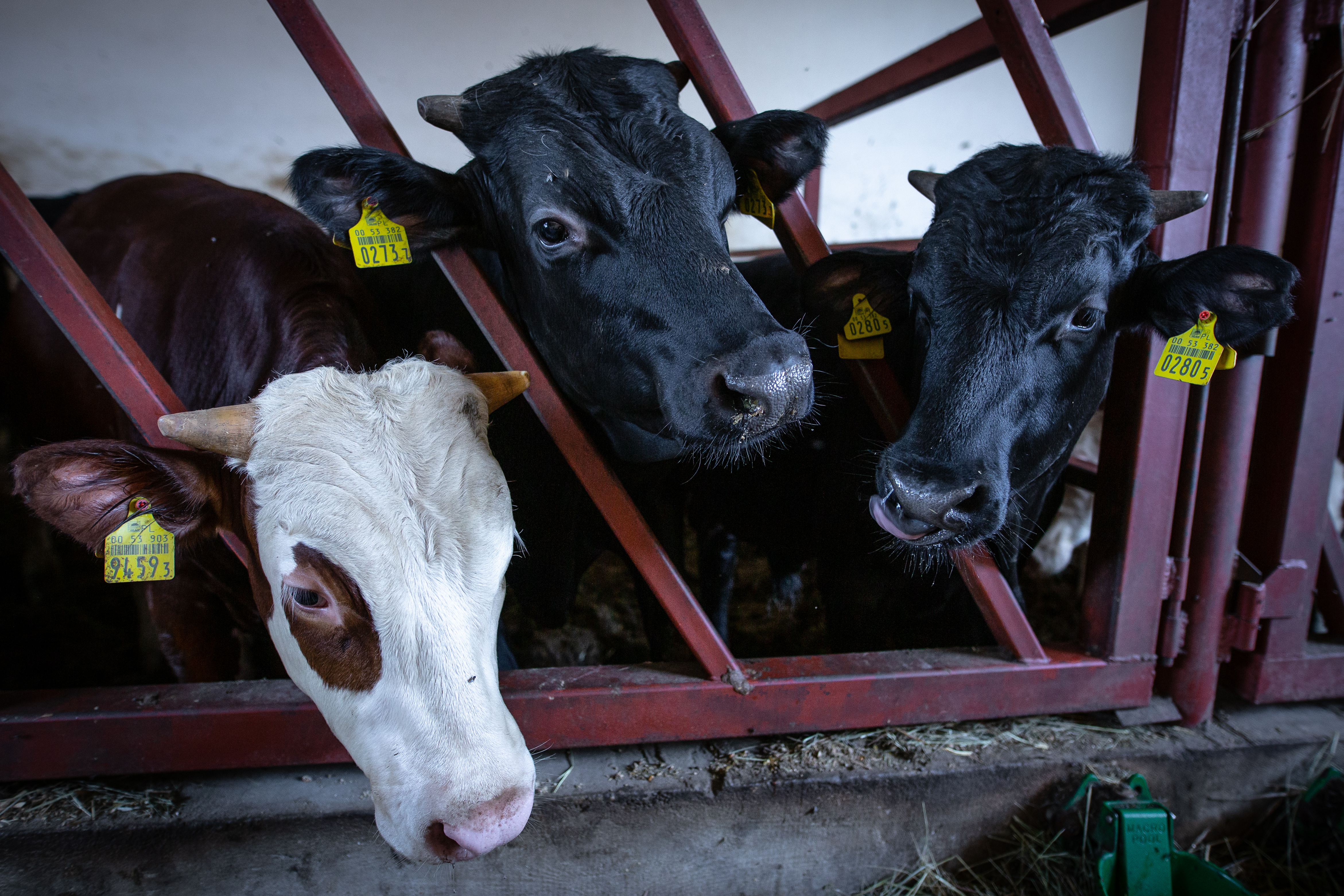
革は一般的に牛の革を使用する。

牛皮は、一般的な革であり、革靴に使用される革としては最大数量。一般に成牛の背中から脇までの皮を使用する。カウ・ブル等の分類があるが、基本的に全て肉牛の皮である。表面にエンボス加工を施すことにより、オーストリッチ（ダチョウ）・ワニ・ヘビなどの模造をすることも可能である。外見上の特徴は特に無い。
- ハラコ - 胎児から生後間もない仔牛の革。出産前に死んだ雌牛の腹にいた仔牛（腹子）から採れることが多い。ほとんど出回らない。現在は10 kgまでの子牛を含めることもある。
- ベビーカーフ - タンニンなめしで加工された、胎児 - 生後3か月までの仔牛の革。
- カーフ (calf) - 生後約6か月までの仔牛からできる革。仔牛なので傷が少なく、しなやかで、高級品である。
- キップ - 生後6か月 - 2年程度までの牛からできる革。ヨーロッパ原皮にはキップという言葉はない。小型のコブ牛をキップに含めることも多い。
- ステアハイド (steer hide) - 生後2年以上経過した去勢された雄牛からできる、最も一般的な革。
- カウハイド (cow hide) - 出産経験があり、生後2年程度経過している雌牛からできる革。一般的にステアハイドより薄く、柔らかい。
- ブル (bull) - 去勢されずに育ち、生後3年以上経過した雄牛からできる革。分厚く、強度がある。
- 内地物 - 国内で消費された牛からできる内地原皮を加工した革。一毛和牛（肉牛）、ホルスタイン（乳牛、去勢牛）などがある。海外物は鉄条網や枝の傷が入ることが多々あるが、内地物ではそのトラブルが比較的少ない。
- ブライドルレザー - カウハイドに数か月かけてタンニンなめしを施し、蝋を染み込ませた革。頑丈で、表面には白い蝋の粉（ブルーム）が浮き出る。

#### 豚
豚皮 (pig skin) は、非常にやわらかい革を作ることも半透明にもできる。表皮の下には脂肪層があるので、牛革のように厚い革にはできないのが特徴。摩耗に強いので、ランドセルや靴の内革などに使用される。三角形にそろった毛穴は一目で豚革と判別でき、価値が低いとして扱われてきたが、近年は海外ブランドでもデザイン性を生かした衣料製品などに使われるようになった。特に、柔らかくなめしてガーメント（衣料革）に使われたり、硬く半透明にして（生皮）ランプシェードなど工作用に使われることもある。日本から輸出される数少ない革でもある。

#### 馬
臀部以外の比較的柔らかい部分は靴の内革に多く使用される。
- コードバン (cordovan) - 本来は、スペインのコルドバ産の山羊皮である。それに似せた馬の臀部の分厚い皮も、コードバンと呼ばれ、高級ランドセルのかぶせ部分や名刺入れ等に使用されている。欧米で沼地などの狩猟でよく使用される狩猟靴にしばしば採用される。オイルドレザーのものもある。
- ポニー (pony) - 小型の馬の革。同じ面積の牛革と比較すると約半分の重量しかなく、柔らかく、軽い。流産や早産した仔馬の革は一般的にポニーと呼ばれる[9]。小型のポニー種の革も同様にポニーと呼ばれる。稀少な牛革の「ハラコ」の代替品としても利用される。
- ホースフロント (horse front) - 首の部分に当たる革。キメ細かいが、摩擦抵抗が弱い。

#### 羊
- シープスキン - 柔らかいのが特徴。脂肪の穴が多いので、なめしても革に空隙（くうげき）が多く残り、断熱効果が高いので、防寒着にも多く使用される。
- ムートン（ドイツ語版） - 羊の毛がそのまま残っている毛皮。第二次世界大戦時、フライトジャケットの極寒冷地用に使用され、防寒性が非常に高い。

#### 山羊
- ゴートレザー - 羊皮より充実した繊維組織を持ち、強くやや硬い。銀面は特有の凹凸をもち耐摩耗性に優れている。ヤンピーとも呼ばれ古典的なカメラの蛇腹に用いられる。

#### カンガルー
近年特に使用が増えた皮革である。軽くて丈夫なのが特徴で、サッカー選手や陸上選手のスパイクシューズやオートバイ用ライディングスーツ（革ツナギ）などにも使用される。世界的に肉牛の需要が減少し、副産物としての牛革が減少するに伴い、徐々に採用された。基本部位は肉牛と同じく背中から脇であるが、カンガルーは二足歩行するため、革の形状も三角形に近い形を成しており、製造過程で若干の技術的困難が見られた。外見上は牛革と大差なく、見分けはつきにくい。

#### その他の哺乳類
- ゾウ - 傷に強く頑丈な革である。ワシントン条約で輸入が規制されている。
- ウサギ - 毛皮
- シカ - 繊維は細いが、からみ合いが粗く、非常に柔らかい革である。鹿革では、印伝が有名で、特殊ななめしをしたうえに、漆で模様をつけたものである。
- クマ - 毛皮。かつて革としても使われていた。
- 水牛 -バッファローという商品名で流通している革で独特のしぼ感と柔らかさがある。水にいる生物なので革も水に強い特徴がある。
- ネコ - 腹側は三味線に用いられる。
- イヌ - 毛皮。毛皮の中で最も保温性が高いと言われている。
- トラ - 毛皮
- オオカミ - 毛皮
- ヒョウ - 毛皮
- タヌキ - 毛皮
- キツネ - 毛皮
- イタチ - 毛皮。ミンク、テンなど。
- センザンコウ - ひし形模様の鱗跡が珍重される革。
- ビーバー - 毛皮。赤い色が特徴。現在は保護動物のため採取は禁止されている。
- ラッコ - 毛皮。現在は保護動物のため採取は禁止されている。
- ニホンカモシカ - 毛皮。現在は保護動物のため採取は禁止されている。
- オットセイ
- アザラシ - 厚みがあり丈夫。革の表面の特徴は頭部から尾部に向け、独特の波状の畝（ウネ）模様がある。腸は薄く柔軟で防水性が高いため、イヌイットの防水着として用いられる。パルカと呼ばれパーカーやアノラックの原型となった。
- ラクダ - 砂漠地帯の昼夜の激しい温度差により、ラクダの革は一般的に厚く頑丈になる。但し1頭から取れる皮のうち皮革素材として使用できる面積は少ないと言われる。生皮を透明に加工したラクダのランプが有名。
- トナカイ - ダイヤ柄の型押し模様が施された高級皮革のロシアンカーフ (Russian calf) が有名。
- カピバラ
- ヒト - 人間の皮膚は比較的大きいものの、他の動物に比べ柔弱で実用性は劣るが、宗教、シャーマニズム、死後に肉体の一部を残す希望、猟奇趣味など、主に精神的理由から人皮は世界各所で用いられてきた（人皮装丁本、エド・ゲイン、アイスランドのネクロパンツ[10]）。

### 爬虫類
- ワニ - 数ある皮革の中でも最高級とされる。クロコダイル種とアリゲーター種がある。最上級のクロコダイル（東南アジア産のイリエワニ）や、アリゲーター、カイマン等が有名。鱗の模様によって玉符（柔らかめ）と竹符（硬め）がある。
- ヘビ - 美しい鱗が特徴だが、あまり丈夫ではない。ニシキヘビが有名。パイソン。
- トカゲ - 丸斑模様のリング縞斑のオーバルなど様々なものがあり、ジャワのリザードが有名。また、リングマークトカゲが最も高級。

### 鳥類
- ダチョウ - 牛革より4倍ほど丈夫で特に一般に流通している革の中で最も摩擦に強い革であり長持ちするとされている。羽毛を抜いた跡のクイルマーク（表面のボツボツした多数の突起）が特徴。ワニ革についで高価な素材。オーストリッチ。
- エミュー - オーストリッチに似ているが突起が小さいのが特徴。

### 魚類
- サメ - ナイフで突き刺しても貫通しないと言われるほど頑丈で、水に強い性質がある。鮫肌と言われるウロコ部分は加工で除去される。ワサビ用おろし器にも用いられる。シャークスキン。
- エイ - 鮫の近縁であるため皮膚もサメに近く、皮革として丈夫で水に強いため、エイの皮も鮫皮と呼ばれることがある。炭酸カルシウムでできた、ラインストーンのような細かい突起が、独特の模様を成す。ガルーシャともいう。光を感知する第三の目の部分はスティングレイハートと呼ばれる。また、日本刀の柄の部分やおろし器としても利用される。表面を削る加工は非常に高度な技術が必要なためオーストリッチについで高価になる。
- サケ - 北海道の特産品としてわずかに流通する程度である。アイヌやナナイほかユーラシア北部の少数民族の間では、サケの皮をなめして作った魚皮衣が作られていた。
- コイ - 模様は美しいが、革の大きさが小さいため実用性は低い。
- ヌタウナギ - 現在は韓国の特産品となっていて滑らかでやわらかく、革特有の臭いも無いので注目されている。イールスキン。

## 皮革の加工
動物皮から、生活用品として使用できるコラーゲン繊維組織へと加工する作業を総称して、製革作業という。製革作業は、作業の順に大別すると、準備工程、鞣し工程、再鞣・染色・加脂工程、仕上げ工程から構成される。

### 準備工程
準備工程（Beamhouse Work）は、動物皮から、毛を含む表皮と非コラーゲン成分を取り除いて、コラーゲン線維だけに精練する工程である。「準備」とは、鞣し（なめし）の準備を意味する。

### 水漬け
原料皮は、腐敗を防ぐために、塩蔵または乾燥された状態で流通している。しかし、原料皮は乾燥により硬化している。水漬けは、水に漬ることにより組織を柔軟化するとともに、原料皮中の塩分や汚れを除去することが目的である。水漬け工程では通常、軟化を促進するためアルカリ剤と、塩分濃度低下による腐敗を防ぐ防腐剤とを添加した水を用いる。

### フレッシング
皮に付着した脂肪、肉片、皮下組織などを除去するために、新鮮革の裏面と肉面を削る工程。

### 脱毛・石灰づけ
原料皮に含まれる毛と表皮を取り除く工程を脱毛工程という。真皮のコラーゲン繊維間の糖タンパク質を除去する工程を、石灰漬け工程という。石灰漬け工程は、適度な柔軟性を持たせることを目的とする。脱毛・石灰づけは、工業生産の場合、硫化ソーダや水硫化ソーダで溶解しながら消石灰で毛根部を緩ませる石灰脱毛が多い。日本では太鼓用皮などの加工には糠によりバクテリアの働きをかりて緩ませてから物理的に除去する方法が利用される。脱毛工程を終えた皮を、裸皮(pelt)という。

### なめし
皮は、容易に腐敗し、また強度も弱い。高温多湿の環境では腐るという大きな欠点がある。これを腐らなくする加工が、鞣し（なめし）である。
皮のコラーゲン線維の原線維は組織内の水分中でペプチド結合により結合した3本鎖のらせん構造になっている。鞣し（なめし）とは、皮のアミノ酸でできたコラーゲン線維に鞣剤を作用させることで、水分がない状態でもコラーゲン繊維が癒着せず、らせん構造を維持する状態に変化させることをいう。鞣し（なめし）のプロセスが理論的に解明されたのは18世紀のことである。
タンニンなめし
切り口（コバ）が茶褐色、型崩れしにくく丈夫、染色しやすい（染料の吸収がよい）、吸湿性に富む、使い込むほど艶や馴染みがでる、などがある。反面、タンニンでなめす場合、タンニンを革の中心部分に浸透させるために、タンニン濃度を徐々に上げる必要がある（濃度が高いと表面にだけタンニンが結合し、後で浸透しなくなる）。よって工程数が多くなり、30以上の工程を踏む必要があり、高コストになる。よく皮革製品で「飴色になる」と表現されるが、それはこのタンニンなめしによるものである。手縫いを用いるような鞄等にはタンニンなめしの材料が用いられる。
クロムなめし（通称：Wet-Blue（ウェットブルー））
切り口が青白色、伸縮性が良い、柔軟でソフト感がある、吸水性が低く水をはじきやすい、耐久力がある、比較的熱に強い、などがある。衣料用にはクロムなめしが用いられる事がほとんど。タンニンなめしに比べて工程の省力化からコストを抑えられる反面、なめし工程上で使うクロムが焼却により化学反応（酸化）を起こし、人体に有害な6価クロムに変化するので処分の際は注意が必要である。
コンビネーションなめし
タンニンなめしとクロムなめしを組み合わせたもの。

アルデヒドなめし（通称：Wet-White（ウェットホワイト））
環境問題からタンニンなめしの革と同様にクロム（メタル）フリーの革として普及してきている。クロムなめしに比べてややコストが高めになる。
油脂鞣し
日本に古来伝わる古いなめし法で特に播磨の特産で、延喜式造皮の項にも類似のなめし方法が載っている。原皮を川で洗いバクテリアの働きで鞣すとことに特徴があり白い革に仕上がる。近年は白なめしとも言われる。
熏（ふす）べ革
日本に古来伝わる古いなめし法で煙に含まれるアルデヒド類の鞣作用を利用している。延喜式造皮の項にも載っている。同名の着色目的の燻染法とは無関係。

### 再鞣・染色・加脂工程
なめし工程で革としての性質を付与したのちに行う、再鞣・染色・加脂工程では、目的に応じた性質に付与する。
再鞣・染色・加脂工程は、シェービング、中和、再なめし、染色、加脂工程の総称である。最初に行う、シェービングは、革を所望の厚さにするために、革の肉内側を刃で削る工程である。次に行う、中和工程では、クロム鞣に起因して酸性化・正電荷に帯電した革を、中和する。再なめし工程では、革を目的に応じた所望の性状へと変化させるために、なめしを再度行う工程である。次の染色工程では、皮を着色する。加工途中で、皮には、水分が含まれるが、乾燥により、組織が硬化し、強度や柔軟性も低下する。これを防ぐため、水を油脂で置き換える工程が、加脂工程である。

### 仕上げ工程
乾燥、味入れ、ステーキング、塗装、プレス処理
乾燥工程では、湿潤皮を乾燥させながら平面かつ柔軟な性状にすることを目的とする。次の行う、塗装工程では、皮の表面に塗膜を形成することで、所望の機能性、耐久性、審美性を付与することを目的とする。プレス工程では、アイロンにより、塗膜を固定化とともに、平滑性を付与することを目的とする。

## 製品革の種類

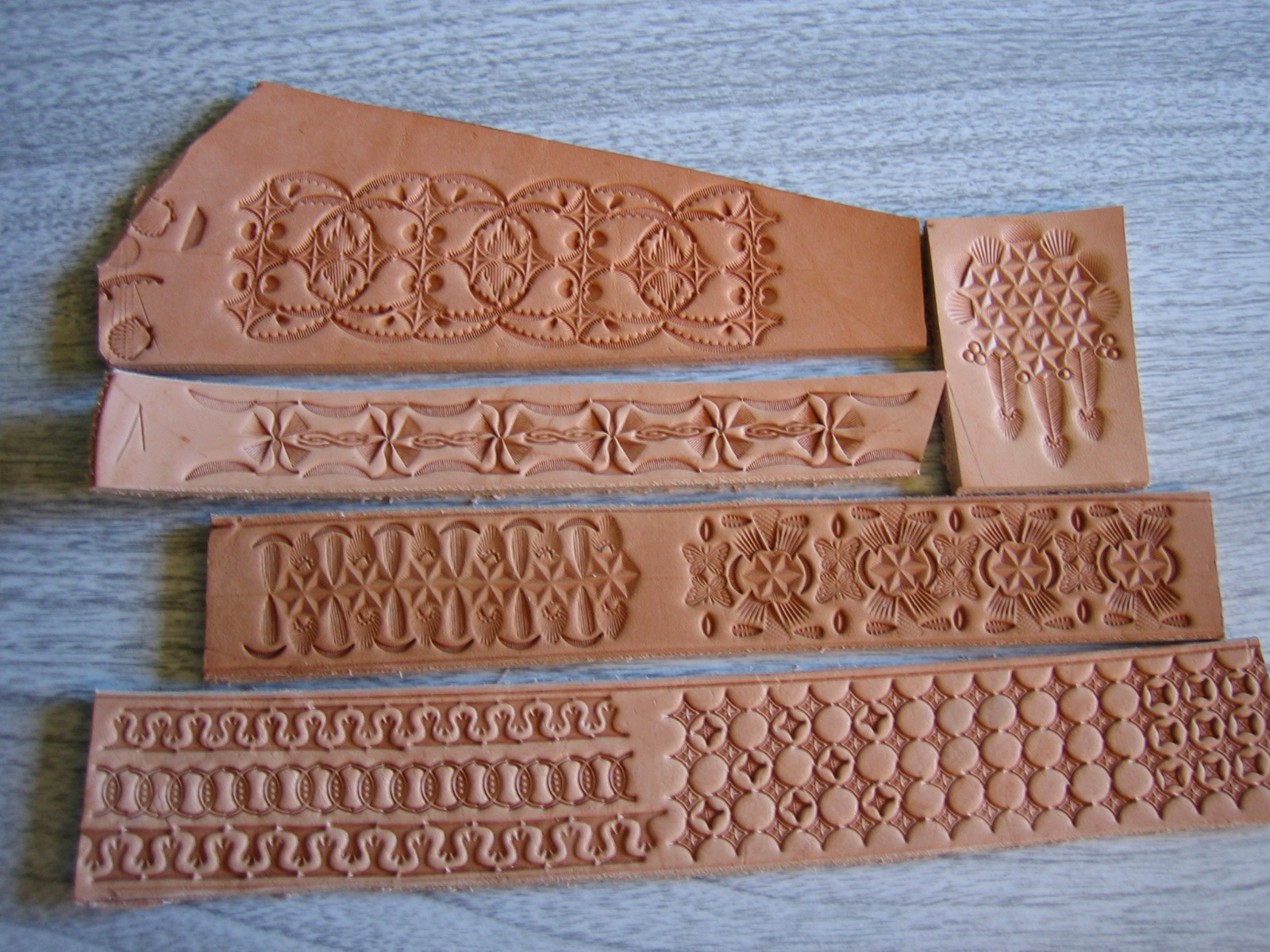
スタンプして凹凸を付けた革

- 銀面革 - 鞣した（なめした）革の表側。鈍い艶が有り、しぼが確認できる場合が多い。
- スエード - 革の裏側（肉面）をやすり等で起毛させたもの。柔らかく、ビロード状に仕上がる。床革を使用する場合もある。
- ヌバック - 革の表側（銀面）をやすり等で起毛させたもの。デザイン目的でドレスシューズにも用いるほか、傷を目立たせないという目的で登山靴にも用いられる。
- エナメル - 革にエナメルペイントを施すことで光沢と耐水性を持たせたもの。ドレスシューズ（社交の場などで着用される装飾性・デザイン性の高い靴）などに多用される。最近はフィルムを貼ることも多い。
- 型押し - 牛革などにプレスで模様をつけたもの。模様は、ワニ革を真似た模様や格子模様、篭目（バスケットウェーブ）など様々ある。
- クラッキング - 皮革にあえてひび割れを施したもの。カジュアルに多いダメージ加工。
- 色づけ - 色むらを出すために、色づけする場合もある。靴を成型した後に、脱色した革に色づけする場合もある。
- 製品染め - 靴やカバンを縫製した後、染色したもの。こなれ感と微妙な色ムラで使いこなされた風合いが出る。
- オイル、ワックス仕上げ - 本来は防水効果のためであったが、プルアップや焦がしなどのファッション効果を求めて施されることが多い。
- カゼイン仕上げ - カゼインを主体にして、グレージングやポリッシングで艶を出したもの。
- はっ水、防水加工 - フッ素やシリコーン、防水用加脂剤等を使用して機能を高めたもの。
- キュイルボイル（英語版）（英名：ボイルドレザー、「茹でた革」の意。）- さまざまなやり方が残っているが、その多くに沸騰させるプロセスがある訳でなく、共通するのは冷たろうが熱かろうが水に浸す事である。
- コレクトレザー - 銀面に損傷がありそのままでは使用に耐えない部位をサンドペーパーで修正（バフィング）し、樹脂を使って顔料仕上げを行ったもの[15]。銀面革と比べると風合いは劣る。靴の甲革、ランドセル、鞄などに使われる。コレクトグレイン、ガラス張り革とも呼ばれる[16]。
- エバースキン - 銀面（真皮層）のない床革に合成樹脂と顔料で銀付けを行ったもの[17]。
- 床革 - 革の厚みを調整するためスプリッティング・マシンで二層に剥いだ内側の革。製革原料としては価値が低く、かつては作業用手袋に多く使用された。現在ではエバースキンに加工されることも多い[18]。

## 皮革製品

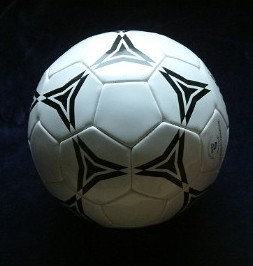
サッカー・ボール

皮革は、一般に衣料品や装身具などに利用されることが多い。とりわけ、衣服（コート、パンツ、ライディングウェア、消防士の防火服、溶接作業服、第二次世界大戦中までのフライトジャケットなど飛行服や潜水艦乗組員、戦車兵の制服など）、革靴、鞄、ベルト、サスペンダー、椅子の表張りなど、耐摩擦性、耐火性、引っ張り強度などの耐久性が求められるものに多く使われる。獣肉食の禁忌のために皮革の供給量が少なく、衣服に使うことが少なかった日本でも、火事装束には鹿革が多く用いられた。馬具や球技用の球、野球のグローブ、自転車のサドルなどのスポーツ用品にも多く用いられる。
高価なスポーツカーや高級車では、シートやダッシュボードなどの内装材が総皮革製のものが、人造皮革であるエクセーヌ（アルカンターラ）が普及した現在においても時折見受けられる。手触りが良いために比較的普及価格帯に近い自動車でも、ステアリングやシフトノブには皮革巻きの物が用いられる場合がある。ただし自動車カタログに表示される「本革」には公的な定義や規格がないため、銀面のない床革に樹脂塗膜を施したものが存在する。またオートバイのシートにも用いられることがある。
かつては鎧や兜、楯など防具にも多く使用された。剣や刀の柄にも滑り止めの為に皮革製の紐が巻きつけられ、野球のバットをはじめとするスポーツ用品の柄や、オートバイのハンドルバーグリップにも皮革が滑り止めとして用いられる事があった。小銃や散弾銃の負い紐（スリング）や銃床の頬当て（チークピース）、拳銃のホルスター等の軍需品にも皮革は広く用いられた。
皮革はパッキン材料として古くから用いられ、一般に充填剤加工を施したなめし牛革が用いられる。なめし法および充填剤の種類によっても性質が異なるが、耐圧・耐摩耗・密着性に優れ、使用可能な温度範囲が広いという特徴がある。一部の工業製品のエアポンプに現在も用いられている皮革製ポンプカップは、ある程度の油分が浸透していないとシリンダーとの密着性が低下して気密漏れを起こしてしまうため、使用前にはミシン油などの油を必ず注油しなければならない手間がある反面、合成ゴムに見られる揮発油などによる膨潤や経年劣化による硬化が起こりにくく、摩擦による磨滅や断裂が起きるまでは繰り返し使用可能な耐久性がある為、趣味者の間では近代的なゴム製ポンプカップよりも皮革製が好まれる場合もある。
鮫皮(さめがわ)のワサビおろし器（板鰓類と呼ばれる種類のカスザメなど表皮が使用される。ザラザラして非常に硬い表皮の特性を利用）、ビリヤードのキュー先端に取り付けるティップ（革が持つ弾力性と緩衝性を利用）など、皮の特性をうまく利用した製品も多い。太鼓や三味線、三線などの楽器にも利用される。
一般の皮革製品は、ほとんど何らかの皮革用塗料（ワックスも含め）が塗装してあり、なめしの時に染色したり、塗装の時にスプレー染色するなど、染料や顔料で着色してある。

## 製品の保存方法（手入れ）

### 革製品の特徴

#### 耐熱性
革の主成分であるコラーゲンはタンパク質の一種である。コラーゲンは、熱で不可逆的に収縮する。コラーゲンが水中で熱により収縮する温度を液中熱収縮温度という。液中熱収縮温度は、なめし剤の種類や使用量に依存する。一般に、乾燥状態よりも湿潤状態の方が、革の耐熱性は低い。そのため、濡れた皮革製品を乾かす目的で火の近くに置くのは避けた方がよい。

#### 染色
革の染色堅ろう度（color fastness）および耐光性は、繊維と比べて低いことが知られている。また、プラスチック製品に含まれる可塑剤と、革製品の油分の相互作用により、革製品表面が粘着性を呈し、変色する場合がある。そのため、革製品の保管には、プラスチック袋や容器を使用しないほうが良い。

### 革製品の手入れ
皮革は、長期間放置すると硬化する傾向がある。硬化すると、製品としての美しさや機能性が損なわれるのみならず、ひび割れて使用できなくなるおそれがある。そこで、革の柔らかさを維持するため、保革油（保革剤）を塗ることがある。保革剤には様々な性状・組成のものが市販されている、製品に適したものを用いないと、染みや劣化の原因ともなるので、注意が必要である。保革油を塗る前に汚れを落とさないと、染みや劣化の原因となることもあるので、ブラシや布でよく汚れを落としてから塗る。
また、高湿度や汚れによって、カビが発生することがある。皮革の製造過程でカビの原因となる有機物は取り除かれるので、主なカビの原因は製品になった後に付着した汚れである。従って、表面をきれいにすることが保存性を高めるのに効果がある
このように、天然皮革は手入れが大変であるにもかかわらず、使えば使うほど馴染んできて美しくなることから、現在でも合成皮革に完全に取って代わられることはない。

#### 汚れの除去
軽い汚れは、乾いた布による拭き取りあるいはブラッシングにより除去する。部分的な汚れは、革用クリーナーで除去する。上述したように、革は染色堅牢度が弱いので、汚れを放置すると、変色、劣化の原因となる。特に、えり、袖口、ポケットなど、手が触れやすい部分は、汚れがつきやすく、注意を要する。また、起毛革の場合、汚れが付着しやすいので、こまめにブラッシングする。スエードやヌバックなど起毛革には、専用の洗浄剤やクリーナー、スエードブラシを用いる。スエードブラシには、細い真鍮の針金が使われていて、起毛革を毛羽立たせる効果がある。ただし、スエードブラシを起毛革以外に使うと傷の原因となる。

#### 水濡れ、液状の汚れ
液体に濡れた場合、液滴を払い落としたのち、乾いた布やティッシュペーパー等により叩くように除去し、通気の良い場所で陰干しする。乾燥後は、もみ柔らかくする。柔らかさが戻らない場合は、保革油により、油分を補う。ほとんどの革には塗料が塗られているので、汚れ落としのためにベンジンなどの有機溶剤を使用すると、その塗膜が損傷することがある。革の構成要素であるコラーゲンはタンパク質の一種であり、熱で変性して強度や柔軟性を失うので、濡れた皮革製品を乾かす目的で、火の近くに置くのは避けるべきである。起毛革の場合、乾燥後、ブラッシングにより、毛を立たせる。

### 革製品の保管

#### 保管
革衣類を保管する場合、カビの発生を防ぐため、汚れを除去したのち、陰干しして水分を取り除いておく。また、型崩れを防ぐため、ハンガーを使用する。

## 環境・動物福祉の課題
皮革産業は汚染の激しい産業の一つであり、原材料である動物の皮を最終製品に変換する過程で使用される多くの化学物質が、土壌汚染、大気汚染、水質汚染の原因となっている。持続可能性の観点から、近年では、動物の皮を使用するよりも環境負荷の低い、合成皮革の研究開発が活発化している。Apple社は2023年、「すべての製品で皮革の使用をやめる」と宣言。車や飛行機でも、合成皮革を使う動きが広まっており、世界の合成皮革市場は2030年までに672億ドル規模に達すると予想される。
1トンの皮を製品に仕上げるまで、20‐80立方メートル（20－80万リットル）の排水が出る。この水には、クロム、硫化物、窒化物などが大量に含まれる。また輸送中の皮革には、保存用の薬剤や病原菌が付着している。中国では、動物愛護の観点から動物由来の製品を避ける消費者の増加とともに、電気自動車のシートや内装に人工皮革を使う動きが広がっている。
し牛の飼育のためにアマゾンでは6年間で8億本の木が伐採されており、牛革は森林破壊の要因にもなっている。森林破壊を伴わない持続可能な牛革の調達が近年求められており、アディダスやプーマ、マークス&スペンサーのように認証を受けた業者からの牛革調達を行っている企業が増加している。
クロコダイル、ワニ、ヘビなどのエキゾチックスキンが動物福祉上問題とされることもある。2024年、ロンドンファッションウィークは、2025年からショーでエキゾチックアニマルの皮革の使用を禁止することを発表した。アディダス、ナイキ、プーマなどは、非人道的な殺し方が問題となったカンガルーの革の使用を禁止した。

## 合成皮革
合成皮革（ごうせいひかく）、フェイクレザーとは、基布に樹脂等を付着させて、天然皮革類似の風合いとしたものをいう。天然皮革と異なり、水に濡れたりしても手入れが簡便であり、安価で品質も均一であることなどから普及している。時として「レザー」という言葉が合成皮革を指す場合があるが、本来「レザー」は天然皮革を意味する言葉である。日本産業規格は2024年3月に規格（JIS K6541:2024）を制定し、「革」「レザー」の表現を動物由来のものに限定した。これにより合成皮革を単に「レザー」と呼ぶことはできなくなった。
なお、広義の合成皮革は、狭義の合成皮革と人工皮革とに分類される。
ものによるが、天然皮革に比して劣化が早い傾向があり、天然皮革の靴や服のように自分の体に合ってくるということは少ない。例えば、ポリウレタン製のフェイクレザーなどは、使用状況、保管方法等にも依るが、約5年程度で劣化し使えなくなることが多い。
化学繊維で毛皮を模したものをフェイクファー、エコファーと呼ぶのに関連して、エコレザーが合成皮革のことだと勘違いされることがあるが、エコレザーは天然皮革である。オーガニックコットンなどと似たようなもので、環境に配慮して製品化された天然皮革をエコレザーと呼ぶ。

## 培養皮革
生体細胞を細胞培養して、生物を犠牲にすることなく工業的に皮革を生産する研究が行われ、一部の企業は商業生産を始めている。

## 皮革関連施設
- ウォルソール皮革博物館（英語版） ウォルソールの皮革博物館

## 加工道具
縄文文化の初期段階から2種類の皮なめし道具が確認される。東北地方で出土する箆状石器（へらじょうせっき）と掻器（そうき）である。摩耗の仕方から、掻器はスクレイピングの操作方法であるのに対し、箆状石器はホイットリングの操作方法であったとされる。箆状石器は、以前は土掘り具か皮加工道具と議論されていたが、2000年代に入り皮なめし用の皮加工道具が有力となった。